# Línea 33 (Buenos Aires)
La Línea 33 es una línea de colectivos del Área Metropolitana de Buenos Aires. Une la Ciudad Universitaria de Buenos Aires y el barrio de Retiro con las localidades de Remedios de Escalada y San José.
La empresa operadora del servicio es Transporte Almirante Brown S.A. (Subsidiaria de Micro Ómnibus 45 S.A.), que dispone de 72 vehículos para brindar el servicio las 24 horas todos los días de la semana, a excepción del ramal Remedios de Escalada - Retiro, el cual no cumple su servicio a la noche. La empresa cuenta con 2 depósitos terminales: uno ubicado en Av. Donato Álvarez entre Bynnon y Nother (San José), y el otro ubicado en Av. Rosales y 14 de Julio (Remedios de Escalada), el cual comparte con las demás líneas del grupo.

## Recorridos

### Ramal M x Barracas: Ciudad Universitaria - Monte Chingolo - San José por Barracas y General Madariaga

#### Ida a Monte Chingolo
Desde Ciudad Universitaria por calles interiores, Av. Costanera Rafael Obligado , Av. Pte. Ramón S. Castillo, Av. de los Inmigrantes, Av. Antártida Argentina, Av. Dr. José María Ramos Mejía, Av. del Libertador, Av. Leandro N. Alem, Av. La Rábida, Av. Paseo Colón, Av. Alte. Brown, Avenida Don Pedro de Mendoza, Rocha, Av. Regimiento de Patricios, Iriarte, Herrera, Subida Au. 9 De Julio, Au. 9 De Julio, Cruce Puente Pueyrredón, Av. Hipólito Yrigoyen, Av. Gral. Bartolomé Mitre, Maipú, Gral. Belgrano, Italia, Av. Gral. Bartolomé Mitre, Independencia, Mujeres Argentinas, Estación Sarandí, Salta, Almirante Solier, Salta, Crisólogo Larralde, Gral. Madariaga, Camino Gral. Belgrano, Centenario Uruguayo, Tucumán, Magdalena, Eva Perón, Gral. Pinto, Caa Guazú Norte, Av. Eva Perón RP 49, Av. Donato Álvarez, hasta Bynnon.

#### Regreso a Ciudad Universitaria
Desde Av. Donato Álvarez y Bynnon por Av. Donato Álvarez, Av. Eva Perón, Caa Guazú Norte, Gral. Pinto, Eva Perón, Centenario Uruguayo, Av. Donato Álvarez , Camino Gral. Belgrano, Gral. Madariaga, Crisólogo Larralde, Supisiche, Av. Gral. Bartolomé Mitre, Puente Pueyrredón, Av. Manuel Montes De Oca, California, Av. Regimiento De Patricios, Olavarría, Av. Alte. Brown, Av. Paseo Colón, Av. La Rábida, Av. Leandro N. Alem, Viamonte, Av. Eduardo Madero, San Martín, Dr. Gustavo Martínez Zuviría, Av. Dr. José María Ramos Mejía, Av. Antártida Argentina, Av. de los Inmigrantes, Av. Pte. Ramón S. Castillo, Calle N.º 12, Av. Costanera Rafael Obligado, Calles Interiores de Ciudad Universitaria, estacionando en el interior.

### Ramal C x Barracas: Ciudad Universitaria - Monte Chingolo - San José por Barracas Y Cementerio de Avellaneda

#### Ida a Monte Chingolo
Desde Ciudad Universitaria por calles interiores, Avenida Costanera Rafael Obligado, La Pampa, Rotonda Cantilo, La Pampa, Avenida Costanera Rafael Obligado, Avenida Presidente Ramón S. Castillo, Avenida de los Inmigrantes, Avenida Antártida Argentina, Avenida Doctor José María Ramos Mejía 1700-1300, Avenida del Libertador 100-1, Avenida Leandro Nicéforo Alem 1200-1, Avenida La Rábida, Avenida Paseo Colón 1-1700, Avenida Almirante Brown 1-1500, Avenida Don Pedro de Mendoza 1600-2000, Rocha 1100-1300, Avenida Regimiento de Patricios 1100-1850, Iriarte 1300-1200, Herrera 1900-2000, Subida Autopista 9 de Julio, Autopista 9 de Julio, Cruce Puente Pueyrredón, Avenida Hipólito Yrigoyen, Avenida General Bartolomé Mitre, Maipú, General Belgrano, Italia, Avenida General Bartolomé Mitre, Independencia, Mujeres Argentinas, Salta, Almirante Solier, Salta, Crisólogo Larralde, Centenario Uruguayo, Tucumán, Magdalena, Eva Per̟ón, General Pinto, Caa-Guazu Norte, Av. Eva Perón Ruta Provincial 49, Avenida Donato Álvarez, Av. Juan Domingo Perón hasta Bynnon.

#### Regreso a Ciudad Universitaria
Desde Avenida Donato Álvarez y Bynnon por Avenida Donato Álvarez, Avenida Eva Perón, Eva Perón, Caa Guazu Norte, General Pinto, Eva Perón, Centenario Uruguayo, Crisólogo Larralde, Magdalena, General Arredondo, General Madariaga, Crisólogo Larralde, Supisiche, Avenida General Bartolomé Mitre,  Puente Pueyrredón, Avenida Manuel Montes de Oca 1900-1600, California 1700-1300, Avenida Regimiento de Patricios 1700-1000, Olavarría 1200-700, Doctor E. del Valle Iberlucea 1100-1300, Avenida Don Pedro de Mendoza 1900-1200, Avenida Olavarría 1-1300, Necochea 1300-800, Wenceslao Villafañe 300-400, Avenida Almirante Brown 800-1, Avenida Paseo Colón 1700-1, Avenida La Rábida, Avenida Leandro Nicéforo Alem 1-700, Viamonte 200-1, Avenida Eduardo Madero 700-1300, San Martín 1300-1400, Doctor Gustavo Martínez Zuviría 1200-1300, Avenida Doctor José María Ramos Mejía 1500-1700, Avenida Antártida Argentina, Avenida de los Inmigrantes, Avenida Presidente Ramón S. Castillo, Calles N.º 12, Avenida Costanera Rafael Obligado, Calles Interiores de Ciudad Universitaria, estacionando en el interior.

### Ramal M x Dock Sud: Ciudad Universitaria - Monte Chingolo - San José por Dock Sud y General Madariaga

#### Ida a Monte Chingolo
Desde Ciudad Universitaria por calles interiores, Avenida Costanera Rafael Obligado, Avenida Presidente Ramón S. Castillo, Avenida de los Inmigrantes, Avenida Antártida Argentina, Avenida Doctor José María Ramos Mejía 1700-1300, Avenida del Libertador 100-1, Avenida Leandro Nicéforo Alem 1200-1, Avenida La Rábida, Avenida Paseo Colón 1-1700, Avenida Almirante Brown 1-1000, Cruce Puente Nicolás Avellaneda, Sargento Ponce, Doctor Nicolás Avellaneda, Manuel Estévez, Núñez, Ingeniero Luis A. Huergo, Leandro Nicéforo Alem, Coronel Suárez, Ricardo Gutiérrez, Hernán Cortés, Avenida General Roca, General Escalada, Avenida General Bartolomé Mitre, Independencia, Mujeres Argentinas, Salta, Almirante Solier, Salta, Crisólogo Larralde, General Madariaga, Camino General Belgrano, Centenario Uruguayo, Tucumán, Magdalena, Eva Perón, General Pinto, Caa Guazu Norte, Av. Eva Perón Ruta Provincial 49, Avenida Donato Álvarez, Av. Juan Domingo Perón hasta Bynnon.

#### Regreso a Ciudad Universitaria
Desde Avenida Donato Álvarez y Bynnon por Avenida Donato Álvarez, Avenida Eva Perón, Caa Guazu Norte, Gral. Pinto, Eva Perón, Centenario Uruguayo, Av. Donato Álvarez, Camino General Belgrano, General Madariaga, Crisólogo Larralde, Teniente Coronel Lafuente, General Mariano Acha, Crisólogo Larralde, Supisiche, Avenida General Bartolomé Mitre, Comandante Craig, Agustín Debenedetti, Sargento Ponce, Argentino Valle, Puente Nicolás Avellaneda, Avenida Almirante Brown 1000-1, Avenida Paseo Colón 1700-1, Avenida La Rábida, Avenida Leandro Nicéforo Alem 1-700, Viamonte 200-1, Avenida Eduardo Madero 700-1300, San Martín 1300-1400, Doctor Gustavo Martínez Zuviría 1200-1300, Avenida Doctor José María Ramos Mejía 1500-1700, Avenida Antártida Argentina, Avenida de los Inmigrantes, Avenida Presidente Ramón S. Castillo, Calle N.º 12, Avenida Costanera Rafael Obligado, Calles Interiores de Ciudad Universitaria, estacionando en el interior.

### Ramal C x Dock Sud: Ciudad Universitaria - Monte Chingolo - San José por Dock Sud Y Cementerio de Avellaneda

#### Ida a Monte Chingolo
Desde Ciudad Universitaria por calles interiores de la misma, Avenida Costanera Rafael Obligado, Avenida Presidente Ramón S. Castillo, Avenida de los Inmigrantes, Avenida Antártida Argentina, Avenida Doctor José María Ramos Mejía 1700-1300, Avenida del Libertador 100-1, Avenida Leandro Nicéforo Alem 1200-1, Avenida La Rábida, Avenida Paseo Colón 1-1700, Avenida Almirante Brown 1-1000, cruce Puente Nicolás Avellaneda, Sargento Ponce, Doctor Nicolás Avellaneda, Manuel Estévez, Núñez, Ingeniero Luis A. Huergo, Leandro Nicéforo Alem, Coronel Suárez, Ricardo Gutiérrez, Hernán Cortés, Avenida General Roca, General Escalada, Avenida General Bartolomé Mitre, Independencia, Mujeres Argentinas, Salta, Almirante Solier, Salta, Crisólogo Larralde, Centenario Uruguayo, Tucumán, Magdalena, Eva Perón, Grl. Pinto, Caa Guazu Norte, Av. Eva Perón Ruta Provincial 49, Avenida Donato Álvarez, Av. Juan Domingo Perón hasta Bynnon.

#### Regreso a Ciudad Universitaria
Desde Avenida Donato Álvarez y Bynnon por Avenida Donato Álvarez, Avenida Eva Perón, Caa Guazu Norte, General Pinto, Eva Perón, Centenario Uruguayo, Crisólogo Larralde, Supisiche, Avenida General Bartolomé Mitre, Comandante Craig, Agustín Debenedetti, Sargento Ponce, Argentino Valle, Cruce Puente Nicolás Avellaneda, Avenida Almirante Brown 1000-1, Avenida Paseo Colón 1700-1, Avenida La Rábida, Avenida Leandro Nicéforo Alem 1-700, Viamonte 200-1, Avenida Eduardo Madero 700-1300, San Martín 1300-1400, Doctor Gustavo Martínez Zuviría 1200-1300, Avenida Doctor José María Ramos Mejía 1500-1700, Avenida Antártida Argentina, Avenida de los Inmigrantes, Avenida Presidente Ramón S. Castillo, Calle N.º 12, Avenida Costanera Rafael Obligado, Calles Interiores de Ciudad Universitaria, estacionando en el interior.

### Ramal (Ramal Ex Línea 54) Hospital Ferroviario - Estación Remedios de Escalada

#### Ida a Estación Remedios de Escalada
Desde Av. R. S. Castillo y Calle 12 por Av. Presidente R. S. Castillo por Av. Comodoro Py, Av. Antártida Argentina, Av. Dr. J. M. Ramos Mejía 1700-1500, G. Martínez Zuviria 1300-1200, San Martín 1400-1300, Av. Eduardo Madero 1300-800, Bouchard 800-600, Tucumán 100-200, Av. Leandro N. Alem 600-1, Av. La Rábida, Av. Paseo Colón 1-1700, Av. Almirante Brown 1-1000, Puente Nicolás Avellaneda, Sgto. Ponce, Nicolás Avellaneda, Ingeniero Huergo, Defensa, 12 de Octubre, Aquino, Av. General Roca, Laprida, 9 de Julio, Belgrano, Italia, Colón, Monseñor de Andrea, Asunción, Av. Hipólito Yrigoyen, Beltrán, Av. Rosales hasta 14 de julio, donde estaciona.

#### Regreso a Hospital Ferroviario
Desde 14 de julio por Av. Rosales, Av. H. Yrigoyen, Colon, Av. Maipú, Belgrano, Italia, 12 de Octubre, Av. Grl. Roca, Lamadrid, Estanislao del Campo, 25 de Mayo, L. N. Alem, 1-1300, San Martín 1300-1400, Dr. Martínez Zuviria 1200-1300, Av. Dr. J. M. Ramos Mejía 1500-1700, Av. Antártida Argentina, Av. Comodoro Py, Av. Presidente R. S. Castillo hasta Prefectura Naval Argentina.